# Reuss-Hirschberg

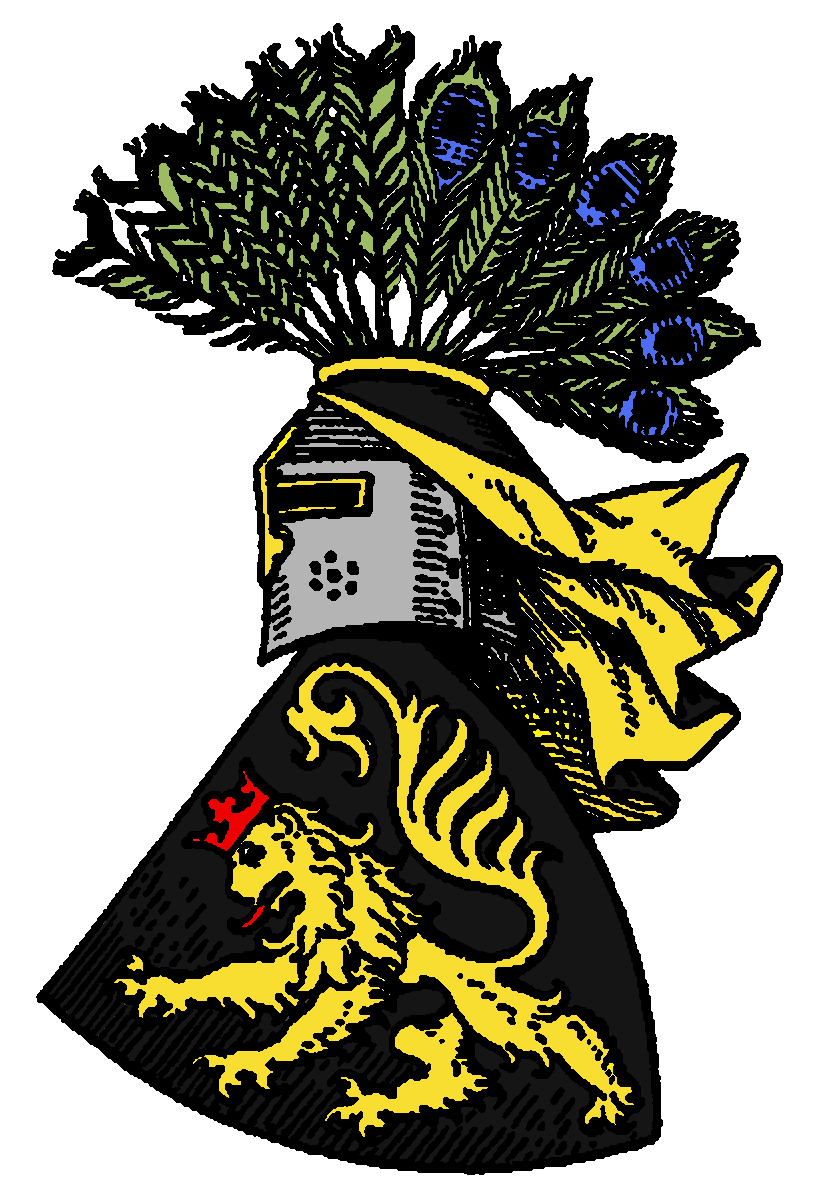
Escudo de la Casa de Reuss

El condado de Reuss-Hirschberg fue un efímero estado del Sacro Imperio Romano Germánico y una división de la línea joven de Reuss. Fue creado, junto con el condado de Reuss-Ebersdorf, en 1678 para Enrique VIII a partir de una división del condado de Reuss-Lobenstein, existió hasta 1711 con la muerte de Enrique VIII y fue absorbido por Reuss-Lobenstein.

## Historia

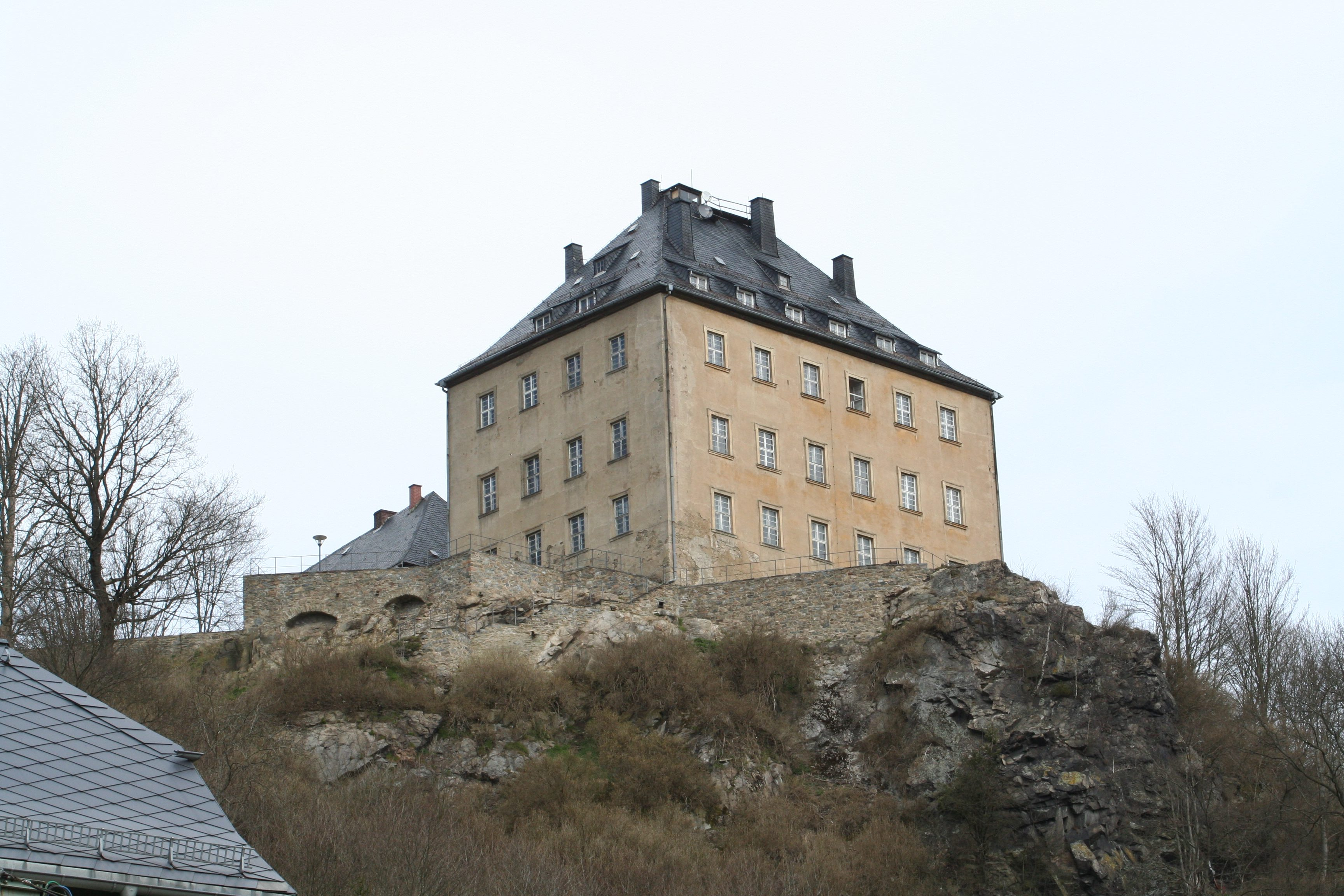
Castillo residencial de Hirschberg

El condado tomó a la localidad de Hirschberg, en el actual estado de Turingia, como su centro administrativo. La mención más antigua del estado es en un documento en 1154. La construcción de un castillo en el cruce del río Saale fue una condición necesaria para el desarrollo de la ciudad. En 1664, Enrique X, conde de Reuss-Lobenstein, compró la finca de Hirschberg a la familia Beulwitz y comenzó la reconstrucción de este mismo castillo. Su hijo Enrique VIII se convirtió en 1678 en el conde Reuss de Hirschberg (Graf Reuß zu Hirschberg en alemán) como parte de la división de la herencia. Además de Hirschberg, bajo su dominio se encontraban los pueblos de Ullersreuth, Blintendorf, Dobareuth, Rothenacker, Gebersreuth, Mödlareuth, Göttengrün, Venzka, Glashütte, Langgrün, Pottiga, Pirk, Harra, Kießling, Spilmes, Göritz, Thimendorf, Absang, Röttersdorf y Oßla, así como los feudos caballerescos de Venzka, Dobareuth, Mödlareuth, Göritz, Pottiga, Pirk y Oßla. Enrique VIII, durante su reinado, construyó un nuevo castillo residencial.
Debido al fallecimiento de Enrique VIII en 1711, sin descendencia masculina, la línea Hirschberg se extinguió. El territorio de Reuss-Hirschberg se dividió entre otras dos ramas de la casa de Reuss, Reuss-Lobenstein, de donde surgió, y Reuss-Ebersdorf.